# Edmond Fouché-Lepelletier
Edmond Fouché-Lepelletier est un homme politique français né Edmond Édouard François Fouché le 17 juillet 1809 au Havre (Seine-Inférieure), et mort le 11 juin 1899 à Équemauville (Calvados).
Industriel, il est vice-président du conseil des prud'hommes de Paris, membre du conseil de surveillance de l'Assistance publique en 1849. Il est député de la Seine (deux mandats successifs) de 1852 à 1863, siégeant dans la majorité soutenant le Second Empire. Il est aussi membre de la commission municipale de Paris.
Il est directeur des usines de Javel et a été un des pionniers de l'industrie de l'acide sulfurique. Il a déposé de nombreux brevets concernant sa fabrication.
Il a reçu la croix de la Légion d'honneur en 1851.

## Sources
- « Edmond Fouché-Lepelletier », dans Adolphe Robert et Gaston Cougny, Dictionnaire des parlementaires français, Edgar Bourloton, 1889-1891 [détail de l’édition]